# Étienne Kassa-Ngoma
Étienne Kassa-Ngoma   (Gabon, 13 de juny de 1962) és un exfutbolista del Gabon de la dècada de 1990.
Fou internacional amb la selecció de futbol del Gabon. Pel que fa a clubs, destacà a Mbilinga FC i AS Sogara.